# ダイティング
ダイティング (ドイツ語: Daiting) はドイツ連邦共和国バイエルン州シュヴァーベン行政管区のドナウ＝リース郡に属す町村（以下、本項では便宜上「町」と記述する）で、モンハイム行政共同体を構成する自治体の一つである。

## 地理

### 位置
この町は、ドナウ＝リース地域のウッセル川の渓谷に位置する。

### 近隣の都市
- モンハイム (シュヴァーベン)
- ドナウヴェルト

### 自治体の構成
この町は、公式には6つの地区 (Ort) からなる。このうち小集落や孤立農場などを除く集落を以下に列記する。
- ダイティング
- ホーホフェルト
- ナッターホルツ
- ライヒェルツヴィース
- ウンターブーフ

ウンターブーフは、定期的に国内・国際嗅ぎタバコマイスターを選出する「ウンターブーフ嗅ぎタバコクラブ」で知られている。

## 歴史
ダイティングのマイレンハルト城に居を構えた貴族家マイレンハルト家は、レヒスグミュント伯の家臣で、13世紀末に断絶した。この家系の著名な人物としてはアイヒシュテット司教のラインボート・フォン・マイレンハルトがいる。マイレンハルト城は1421年に略奪され、破壊された。この町はその後、プファルツ＝ノイブルク公に属し、1555年のアウクスブルクの宗教和議以降、1560年から1621年までダイティングはルター派の町であった。1818年にバイエルンの行政改革により自治体としてのダイティングが成立した。19世紀初めから、鉱石の採石が露天掘りで行われ、荷馬車で溶鉱炉が建設されていたオーバーライン地方に輸送された。しかしこの産業は1860年頃には採算が採れなくなり、しだいに閉鎖された。

## 引用
1. ↑  https://www.statistikdaten.bayern.de/genesis/online?operation=result&code=12411-003r&leerzeilen=false&language=de Genesis-Online-Datenbank des Bayerischen Landesamtes für Statistik Tabelle 12411-003r Fortschreibung des Bevölkerungsstandes: Gemeinden, Stichtag (Einwohnerzahlen auf Grundlage des Zensus 2011)
2. ↑  Bayerische Landesbibliothek Online